# Neocerambyx paris
Neocerambyx paris là một loài bọ cánh cứng trong họ Cerambycidae.